# Dave Davies
Dave Davies (født 3. februar 1947 i Muswell Hill, London) er en engelsk guitarist, sanger og sangskriver. Spillede 1963-96 i rockgruppen The Kinks sammen med sin bror, Ray Davies (født 21. juni 1944).
Han fungerede hovedsageligt som leadguitarist i The Kinks, men skrev og sang også flere sange (heriblandt "Death of a clown", "Living on a thin line" og "Love me 'till the sun shines"), flere af hvilke blev udgivet som Dave Davies-singler, selvom de optrådte på Kinks-plader. Har siden bruddet med The Kinks udgivet en række soloplader.
Han blev i 2004 ramt af et slagtilfælde. Han er nu på benene igen, men er ude af stand til at turnere.